# Dąbrówka (gmina Wróblew)
Dąbrówka – wieś w Polsce położona w województwie łódzkim, w powiecie sieradzkim, w gminie Wróblew.
W latach 1975–1998 miejscowość należała administracyjnie do województwa sieradzkiego.
Przez miejscowość przebiega turystyczny szlak im. Władysława Reymonta (zielony).